# Anii 40 î.Hr.
Secole: Secolul al II-lea î.Hr. - Secolul I î.Hr. - Secolul I
Decenii: Anii 90 î.Hr. Anii 80 î.Hr. Anii 70 î.Hr. Anii 60 î.Hr. Anii 50 î.Hr. - Anii 40 î.Hr. - Anii 30 î.Hr. Anii 20 î.Hr. Anii 10 î.Hr. Anii 0 î.Hr. Anii 0
Anii: 50 î.Hr. | 49 î.Hr. | 48 î.Hr. | 47 î.Hr. | 46 î.Hr. | 45 î.Hr. | 44 î.Hr. | 43 î.Hr. | 42 î.Hr. | 41 î.Hr. | 40 î.Hr.
Evenimente
- 44 î.Hr. - Iulius Cezar este asasinat la Roma.
- 44 î.Hr. - În Dacia, Burebista este urmat la tron de Comosicus.